# Ідзу-Осіма (острів)
Острів І́дзу-О́сіма (яп. 伊豆大島, いずおおしま, МФА: [id͡zu oːɕima], «Великий острів Ідзу») або О́сіма (яп. 大島, おおしま, МФА: [oːɕima] «Великий острів») — острів вулканічного походження в західній частині Тихого океану. Складова групи островів Ідзу, найбільший острів групи. Належить містечку Осіма області Осіма префектури Токіо, Японія.  Сполучення зі столицею здійснюється поромами і літаками.

## Географія
Станом на 2007 рік площа острова становила 91,06 км², населення — 8472 особи, довжина берегової лінії — 53 км. Острів віддалений від японської столиці на 110 км і від порту Сімода но півострові Ідзу на 40 км. В центрі острова лежить вулкан Міхара, заввишки 764 м. Під час останнього виверження вулкана 1986 року все населення острова було евакуйоване. Острів входить до складу Національного парку Фудзі-Хаконе-Ідзу.

### Клімат
Острів знаходиться у зоні, котра характеризується вологим субтропічним кліматом. Найтепліший місяць — серпень із середньою температурою 25 °C (77 °F). Найхолодніший місяць — січень, із середньою температурою 6.7 °С (44 °F).
| Клімат Ідзу-Осіми       | Клімат Ідзу-Осіми | Клімат Ідзу-Осіми | Клімат Ідзу-Осіми | Клімат Ідзу-Осіми | Клімат Ідзу-Осіми | Клімат Ідзу-Осіми | Клімат Ідзу-Осіми | Клімат Ідзу-Осіми | Клімат Ідзу-Осіми | Клімат Ідзу-Осіми | Клімат Ідзу-Осіми | Клімат Ідзу-Осіми | Клімат Ідзу-Осіми |
| Показник                | Січ.              | Лют.              | Бер.              | Квіт.             | Трав.             | Черв.             | Лип.              | Серп.             | Вер.              | Жовт.             | Лист.             | Груд.             | Рік               |
| Абсолютний максимум, °C | 17                | 20                | 20                | 22                | 26                | 28                | 31                | 33                | 30                | 26                | 23                | 20                | 33                |
| Середній максимум, °C   | 9                 | 10                | 12                | 16                | 20                | 22                | 26                | 27                | 25                | 19                | 16                | 12                | 18                |
| Середня температура, °C | 6                 | 6                 | 9                 | 13                | 17                | 19                | 23                | 24                | 22                | 17                | 13                | 9                 | 15                |
| Середній мінімум, °C    | 3                 | 3                 | 6                 | 10                | 14                | 17                | 21                | 22                | 20                | 15                | 11                | 7                 | 12                |
| Абсолютний мінімум, °C  | −2                | −1                | −1                | 2                 | 7                 | 10                | 15                | 17                | 13                | 8                 | 3                 | 0                 | −2                |
| Норма опадів, мм        | 80                | 110               | 220               | 210               | 340               | 290               | 160               | 180               | 310               | 440               | 210               | 120               | 2720              |
| Днів з дощем            | 4                 | 5                 | 9                 | 9                 | 12                | 10                | 7                 | 7                 | 10                | 11                | 8                 | 5                 | 101               |
| Вологість повітря, %    | 62                | 64                | 71                | 77                | 83                | 89                | 91                | 89                | 87                | 82                | 75                | 66                | 78                |
| ----------------------- | ----------------- | ----------------- | ----------------- | ----------------- | ----------------- | ----------------- | ----------------- | ----------------- | ----------------- | ----------------- | ----------------- | ----------------- | ----------------- |
| Джерело: Weatherbase    |                   |                   |                   |                   |                   |                   |                   |                   |                   |                   |                   |                   |                   |

## Адміністрація
Острів управляється субпрефектурою Осіма Токійського столичного уряду. Місто Осіма (大島町, Ōshima-machi) є місцевим урядом острова.
Місто Осіма складається з шести традиційних хуторів Оката (岡田), Мотоматі (元町), Сензу, Номаші, Сасікідзі та Хабумінато (波浮港), з Мотоматі як адміністративним центром.

## Доступ
Ідзу-Осіма є популярним місцем для туристів як з Токіо, так і з Сідзуоки через його близькість до материка. Існує кілька поромів, які вирушають з пірсу Такесіба Санбасі, поблизу Хамамацучо, Токіо, до порту Мотомати. Пороми також вирушають з Атамі до Сідзуоки до порту Мотоматі. Обидві смуги обслуговуються Tōkai Kisen.
З аеропорту Осіма до аеропорту Тьофу виконується кілька рейсів на день.

## Галерея

{{subst:PAGENAME}} на карті островів Ідзу